# Javier Castilla
Javier Castilla Conde (* 18. April 1981 in Bogotá) ist ein ehemaliger kolumbianischer Squashspieler.

## Karriere
Javier Castilla spielte von 2006 bis 202 auf der PSA World Tour. Seine höchste Platzierung in der Weltrangliste erreichte er mit Rang 186 im März 2007. Bei den Panamerikanischen Spielen gewann er 2007 mit der kolumbianischen Mannschaft nach einem Sieg über Kanada die Goldmedaille. Bei den Südamerikaspielen 2010 gewann er in Medellín die Goldmedaille im Doppel mit Bernado Samper sowie mit der Mannschaft. Auch bei Zentralamerika- und Karibikspielen sicherte er sich 2006 und 2010 insgesamt vier Medaillen, davon drei Silbermedaillen und eine Bronzemedaille. Mit der kolumbianischen Nationalmannschaft nahm er an der Mannschaftsweltmeisterschaft 2011 teil.

## Erfolge
- Panamerikanische Spiele: 1 × Gold (Mannschaft 2007)
- Südamerikaspiele: 2 × Gold (Doppel und Mannschaft 2010)
- Zentralamerika- und Karibikspiele: 3 × Silber (Einzel und Mannschaft 2006, Doppel 2010), 1 × Bronze (Mixed 2006)